# مناستریو د ردییا
مناستریو د ردییا (به اسپانیایی: Monasterio de Rodilla) یک شهرستان در اسپانیا است.